# Blackfire
Blackfire (ADC Blackfire Entertainment s.r.o.) je vydavatelství deskových her v Česku, kromě her prodávají hračky na různé motivy dětských filmů a pohádek, hlavně od Disney. Působí ve většině Evropy. Firma byla založena roku 1999. Hlavní (české) sídlo se nachází na Praze 9. Kromě České republiky má Blackfire sídla ještě v Německu (Ratingen u Duisburgu) a v Rumunsku (Bukurešť). V Rumunsku kromě her a hraček prodávají i vzdělávací materiály.

## Historie
Firma byla založena dne 16. srpna 1999.

## Sídlo, prodejny
Sídlo Blackfire v České republice je na adrese Novozámecká 4/495, 198 00 Praha 9 – Hostavice, německé sídlo na adrese Harkortstr. 34, 40880 Ratingen
Svoje prodejny nemá, ale několik obchodů se na ně specializuje.

## Produkty
Mezi nejprodávanější hry patří Dobble, Dixit a 7 divů světa.

## Spolupráce
Jako partner Asmodee vydává česky hry od Fantasy Flight Games, Libellud, Smidt Spiele a další...